# Caroline Maynard
Caroline Maynard est une avocate et fonctionnaire canadienne qui est nommée Commissaire à l'information du Canada en mars 2018. Avant cela, elle occupe divers postes (y compris celui de directrice générale) au sein du Comité externe d'examen des griefs militaires du Canada entre 2006 et 2018.

## Éducation et début de carrière
Maynard est titulaire d'un diplôme de baccalauréat en droit de l'Université de Sherbrooke. Elle est admise au Barreau du Québec en 1994 et travaille brièvement en pratique privée.

## Service civil
Pendant plus de vingt ans, Maynard travaille pour diverses agences du gouvernement canadien, y compris l'Agence du revenu du Canada et comme conseillère juridique (en) pour le Comité externe d'examen de la Gendarmerie royale du Canada (1998–2001) puis pour le Cabinet du juge-avocat général (en) (2001–2006). De 2006 à 2018, elle travaille pour le Comité externe d'examen des griefs militaires et devient présidente par intérim et directrice générale.
En 2018, Maynard est reconnue comme la plus méritante dans un processus ouvert de candidatures pour le poste de Commissaire à l'information. Elle est donc nommée par le premier ministre au Parlement du Canada.